# Jens Kandler
| Entdeckte Asteroiden: 29                                                                                               | Entdeckte Asteroiden: 29 |
| --- | ------------------------ |
| (13816) Stülpner | 29. Dezember 1998        |
| (17737) Sigmundjähn | 27. Januar 1998          |
| (17821) Bölsche1 | 31. März 1998            |
| (21678) Lindner2 | 5. September 1999        |
| (22168) Weissflog2 | 30. November 2000        |
| (26757) Bastei2, 3 | 20. Mai 2001             |
| (29736) Fichtelberg | 21. Januar 1999          |
| (31147) Miriquidi | 22. Oktober 1997         |
| (31231) Uthmann2 | 1. Februar 1998          |
| (36800) Katarinawitt                                                                                                   | 28. September 2000       |
| (62190) Augusthorch | 26. September 2000       |
| (79647) Ballack2 | 22. September 1998       |
| (103460) Dieterherrmann2                                                                                               | 11. Januar 2000          |
| (103770) 2000 DP12 | 27. Februar 2000         |
| (104896) Schwanden | 2. Mai 2000              |
| (121016) Christopharnold                                                                                               | 18. Januar 1999          |
| (132297) 2002 GD12 | 3. April 2002            |
| (138445) Westenburger                                                                                                  | 2. Mai 2000              |
| (161156) 2002 SZ37 | 30. September 2002       |
| (181824) Königsleiten2                                                                                                 | 24. September 1998       |
| (190617) Alexandergerst                                                                                                | 19. November 2000        |
| (197892) 2004 RD25 | 8. September 2004        |
| (207382) 2005 QU28 | 28. August 2005          |
| (219913) 2002 GE12 | 3. April 2002            |
| (290056) 2005 QH57 | 28. August 2005          |
| (296560) 2009 QJ284 | 20. August 2009          |
| (296821) 2009 WX10 | 19. November 2009        |
| (303742) 2005 QW862 | 29. August 2005          |
| (314247) 2005 QL88 | 29. August 2005          |
| 1 zusammen mit André Knöfel 2 zusammen mit Gerhard Lehmann 3 zusammen mit Mike Behnke 4 zusammen mit Guido Wollenhaupt |                          |

Jens Kandler (* 1973) ist ein deutscher Amateurastronom und Asteroidenentdecker.
Der ausgebildete Industriemechaniker führt regelmäßige Beobachtungen an der Volkssternwarte Drebach in Drebach im Erzgebirgskreis durch und identifizierte zwischen 1997 und 2005 insgesamt 29 Asteroiden, einige davon zusammen mit Kollegen.
Der Asteroid (8861) Jenskandler wurde nach ihm benannt.